# NHK山梨八幡中継局
NHK山梨八幡中継局（エヌエイチケイやまなしはちまんちゅうけいきょく）は、山梨県山梨市にあるテレビ中継局。

## 中継局

### デジタル放送
置局なし 甲府本局などを受信する。

### アナログ放送
| 放送局名          | チャンネル | 空中線電力        | ERP               | 放送対象地域 | 放送区域内世帯数 |
| NHK甲府教育テレビ | 30ch       | 映像3w /音声980mw | 映像14w /音声2.3w | 全国         | 約-世帯          |
| NHK甲府総合テレビ | 32ch       | 映像3w /音声980mw | 映像14w /音声2.3w | 山梨県       | 約-世帯          |

## 置局住所
- 山梨市切差（八幡山）